# Disturbo degli arti superiori da lavoro
Il disturbo degli arti superiori da lavoro (in lingua inglese Repetitive Strain Injury, in acronimo RSI) indica una sindrome caratterizzata da sovraccarico lavorativo che affligge i muscoli, i tendini e i nervi delle braccia e nella parte superiore della schiena del corpo umano.
La condizione accettata in medicina nella quale avviene si ha quando i muscoli in queste aree restano in tensione per un periodo di tempo molto lungo, a causa di posture sbagliate e/o movimenti ripetitivi.

## Cause e prevenzione
È dovuta a un eccessivo stress e conseguente sovraccarico dei muscoli e delle articolazioni causato da uso intenso di vari oggetti come personal computer, chitarra, coltelli o simili movimenti o utensili. Era frequente fra gli operai delle catene di montaggio e fra coloro che lavorano con personal computer.
Posture corrette, buona ergonomia e limitazioni del tempo di lavori ripetitivi stressanti possono aiutare a prevenire o fermare il progredire del disturbo. Esercizi di stretching, strengthening, massaggi e biofeedback training possono aiutare a curare il disturbo, riducendo la tensione muscolare al collo e alle spalle.

## Patologie specifiche
La patologia più conosciuta fra le RSI è la sindrome del tunnel carpale, che è comune nei chitarristi come negli operai delle catene di montaggio, ma relativamente rara fra gli utenti di computer: il dolore alle braccia correlato all'uso di computer in genere è causato da altre patologie specifiche.
Molti di questi disturbi sono collegati, perciò un paziente tipo può averne diversi contemporaneamente. In questo caso, spesso, è meglio trattare la RSI come un disturbo a sé stante, e  il trattare le zone principali delle braccia e parte alta della schiena.
Alcuni di questi sono:
- Sindrome del tunnel carpale
- Sindrome del tunnel cubitale
- Sindrome da intersezione
- Tenosinovite stenosante
  - Sindrome di De Quervain
  - Dito a scatto
- Epicondilite
  - Gomito del golfista
  - Gomito del tennista
- Tendinite
- Tenosinovite
- Sindrome del tunnel radiale
- Pollice del portiere di calcio

## Sintomi iniziali
Le patologie da RSI hanno molti sintomi differenti. I seguenti possono indicare un principio di RSI.
- Dolore ricorrente o dolenzia a collo, spalle, parte alta della schiena, polsi o mani.
- formicolio, intorpidimento, mani fredde o perdita di sensibilità.
- Perdita di forza prensile, mancanza di resistenza, debolezza, affaticamento.
- I muscoli delle braccia e delle spalle appaiono duri e rigidi alla palpazione.
- Dolore o intorpidimento quando sdraiati a letto. Spesso nel primo stadio di RSI i pazienti pensano erroneamente di dormire sopra le braccia in posture scorrette fermando la circolazione.

I sintomi possono essere causati da zone apparentemente non collegate; ad esempio il torpore alle mani può esser causato da un nervo che è compresso vicino alla spalla. Nelle fasi iniziali di RSI un'area può essere in condizioni abbastanza cattive ma non causare dolore a meno che non sia massaggiata, o sentirla debole a meno che un esercizio di lunga durata sia eseguito. Dunque tutte le aree del tronco sono da considerare nel valutare una patologia da RSI.
- Prestare attenzione al dolore e alla stanchezza. Smettere di usare il computer prima di iniziare ad avvertire i sintomi.
- Fare attenzione alla postura. La testa e la schiena dovrebbero formare una linea retta dalle orecchie al bacino. Le spalle e la testa non dovrebbero essere curvati in avanti.
- Fate pause regolarmente. Un'opzione è installare un programma per ricordare di fare una pausa. Ci sono libri con esercizi programmati per essere fatti in 5 minuti o meno.
- Non appoggiare i polsi su un supporto. Tenerli diritti anziché piegati in su, giù, o di lato.
- Provare differenti dispositivi di input oltre al mouse e tastiera; variare è bene. Considerare comandi vocali, tavolette grafiche, tablet PC o trackball.
- Mantenersi in buona forma fisica, con regolari esercizi aerobici e sonno adeguato. Bere acqua a sufficienza, non fumare. Tutto ciò aiuterà a migliorare robustezza e la circolazione nei muscoli colpiti.
- Imparare una tecnica di rilassamento muscolare come ad esempio respirazione diaframmatica, qigong, o rilassamento muscolare progressivo per aiutare a mantenere i muscoli del collo e spalle rilassati.

## Il ruolo dello stress
Alcuni studi hanno correlato la RSI e altre patologie degli arti superiori con fattori psicologici e sociali. Un disagio psicologico comporta un rischio doppio di dolore riferito, quando il lavoro esige molto, scarso supporto dai colleghi, e insoddisfazione del lavoro mostra anche un aumento nel riferire dolore, persino dopo un'esposizione di breve durata.
Alcuni credono che lo stress sia la causa principale, piuttosto che un fattore contribuente, di una grande parte dei sintomi dolorosi attribuiti di solito a RSI. Il principale sostenitore di questo punto di vista, il dott. John Sarno ritiene che la RSI, il mal di schiena e altre sindromi dolorose, sebbene talvolta abbiano una causa fisica, siano più spesso la manifestazione della Sindrome di Miosite da Tensione, un disturbo psicosomatico dovuto a stress continuato.
Sarno ha riportato un alto tasso di successo nella cura di pazienti attraverso l'acquisire una migliore consapevolezza del ruolo delle emozioni nel provocare i sintomi. La tecnica è basata nell'accettare che l'inconscio usa il dolore per distogliere la persona dalle emozioni spiacevoli. Molte persone riferiscono di essersi curati da RSI attraverso la lettura di uno dei libri di Sarno e mettendo in pratica la sua teoria fino in fondo.

## Terapia
Se i sintomi di RSI sono già comparsi, ulteriori vari metodi possono essere applicati in aggiunta alle tecniche di prevenzione suddette.
- Il paziente dovrebbe raccogliere tante più informazioni che può sul proprio disturbo. La cura della RSI in genere non può avvenire esclusivamente per mezzo di medici specialisti e richiede la partecipazione attiva del paziente per un periodo di parecchi mesi o anni. Più il soggetto comprende, più è probabile che il trattamento sia efficace. Considerare la lettura di libri sull'argomento come pure chiedere a esperti dei consigli. Terapisti occupazionali, fisioterapisti, fisiatri, chirurghi e dottori in medicina alternativa possono tutti essere coinvolti nel programma di diagnosi e terapia.
- È probabile che la cessazione parziale o totale dell'attività della mano possa essere necessaria per alcuni periodi di tempo in modo che la cura cominci. La tecnologia adattiva spaziando da tastiere speciali a sostituzioni del mouse a programmi come lo speech recognition possono esser necessari.
- Il medico specialista può prescrivere tutori ortopedici speciali, ma il paziente non dovrebbe auto-prescriverseli, o un danno ulteriore potrebbe occorrere.
- Farmaci: lo specialista può prescrivere antinfiammatori non steroidei quali ibuprofene per ridurre il gonfiore, oppure medicinali antiepilettici come il gabapentin per ridurre il dolore neuropatico.
- Terapia compressiva fredda effettuata dal paziente, o anche immediatamente seguita da terapia TENS, praticata dallo specialista.
- Soft tissue therapy funziona decomprimendo l'area attorno a quella danneggiata da sforzi ripetuti quindi migliorando la circolazione e favorendo la guarigione.
- Biofeedback può essere usato per ridurre la tensione muscolare da stress di collo e spalle.
- Massaggio (per il dolore acuto). È meglio se praticato da un terapista esperto ma anche l'auto-massaggio è a volte utile.
- Stretching (per dolore meno acuto). Molti medici prescriveranno la Terapia occupazionale o terapia fisica per ripristinare resistenza e flessibilità. Alcuni pazienti troveranno grande sollievo con terapie di esercizi specifici come Tai Chi Chuan, yoga o la tecnica Alexander.
- Esercizi di potenziamento (per migliorare la postura e ridurre l'affaticamento a lungo termine). Questi dovrebbero esser prescritti da uno specialista, perché il super lavoro dei muscoli colpiti e dei tendini può peggiorare i sintomi.
- Chirurgia. Dovrebbe essere impiegata soltanto come ultima scelta; essa non è sempre efficace, e i suddetti metodi sono stati capaci di curare anche alcuni casi molto gravi di RSI purché siano eseguiti correttamente.
- Approccio Mente/Corpo. Nell'approccio mente/corpo, la RSI non è vista come un disturbo strutturale, ma come un disturbo psicosomatico. Non bisogna dire che il dolore è immaginario o 'tutto nella mente'. Invece, il dolore è un modo con cui il subconscio sposta l'attenzione dalle emozioni spiacevoli. Nel lavoro di John Sarno questa sindrome è detta sindrome di miosite da tensione e è trattata relazionando con il subconscio il quale causa il dolore. È possibile ottenere un completo recupero utilizzando tale approccio, che può essere auto-applicato una volta che il paziente legge il libro di Sarno e conosce il disturbo.

## Software
Software per l'aiuto alla prevenzione dell'RSI:
- AntiRSI (macOS)
- RSIBreak (Linux)
- Workrave (Linux e Microsoft Windows)
- Xwrits (Linux e Unix)